# Bart van Loo

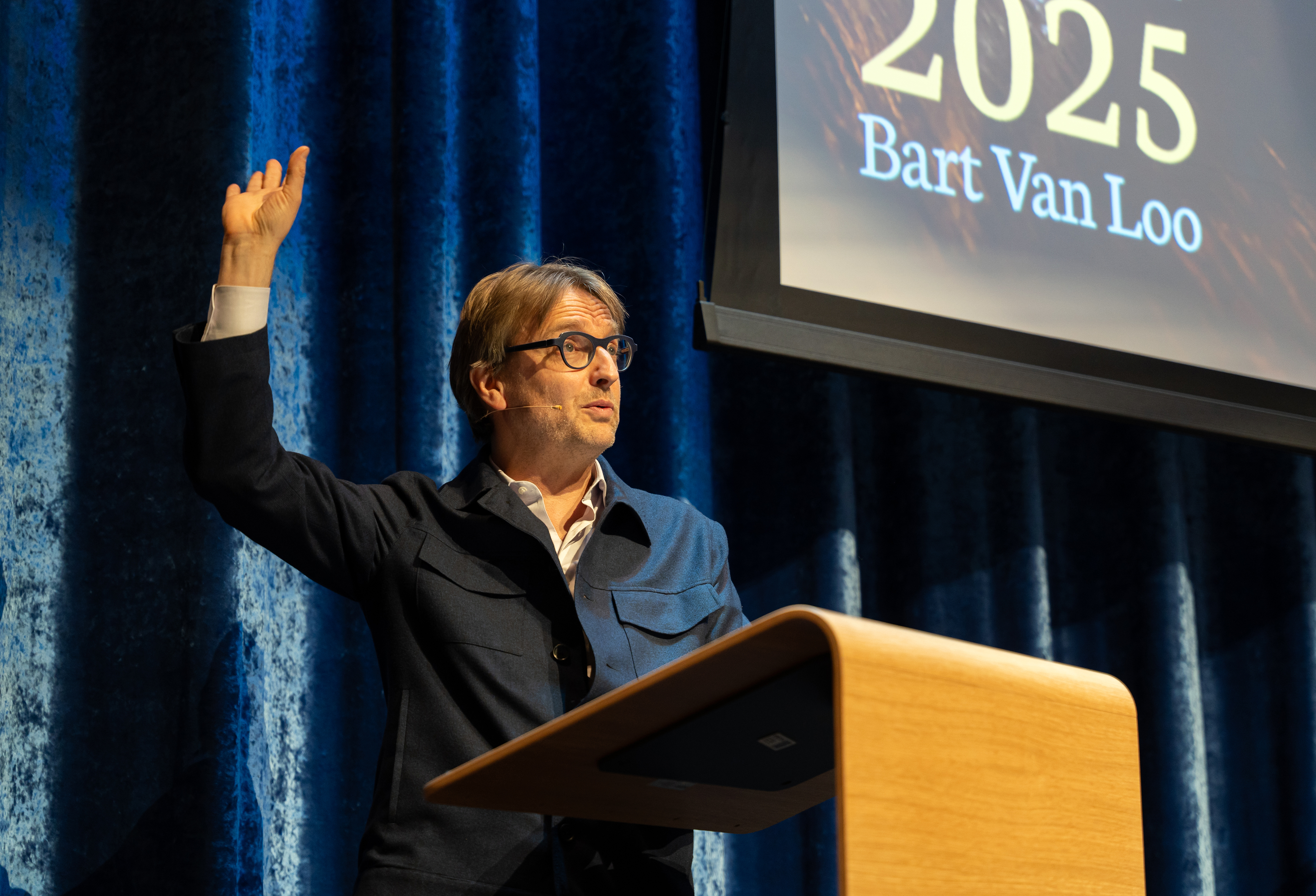
Gouden Ganzenveer, Amsterdam 2025. Bart van Loo, Foto: Lotte Kwant

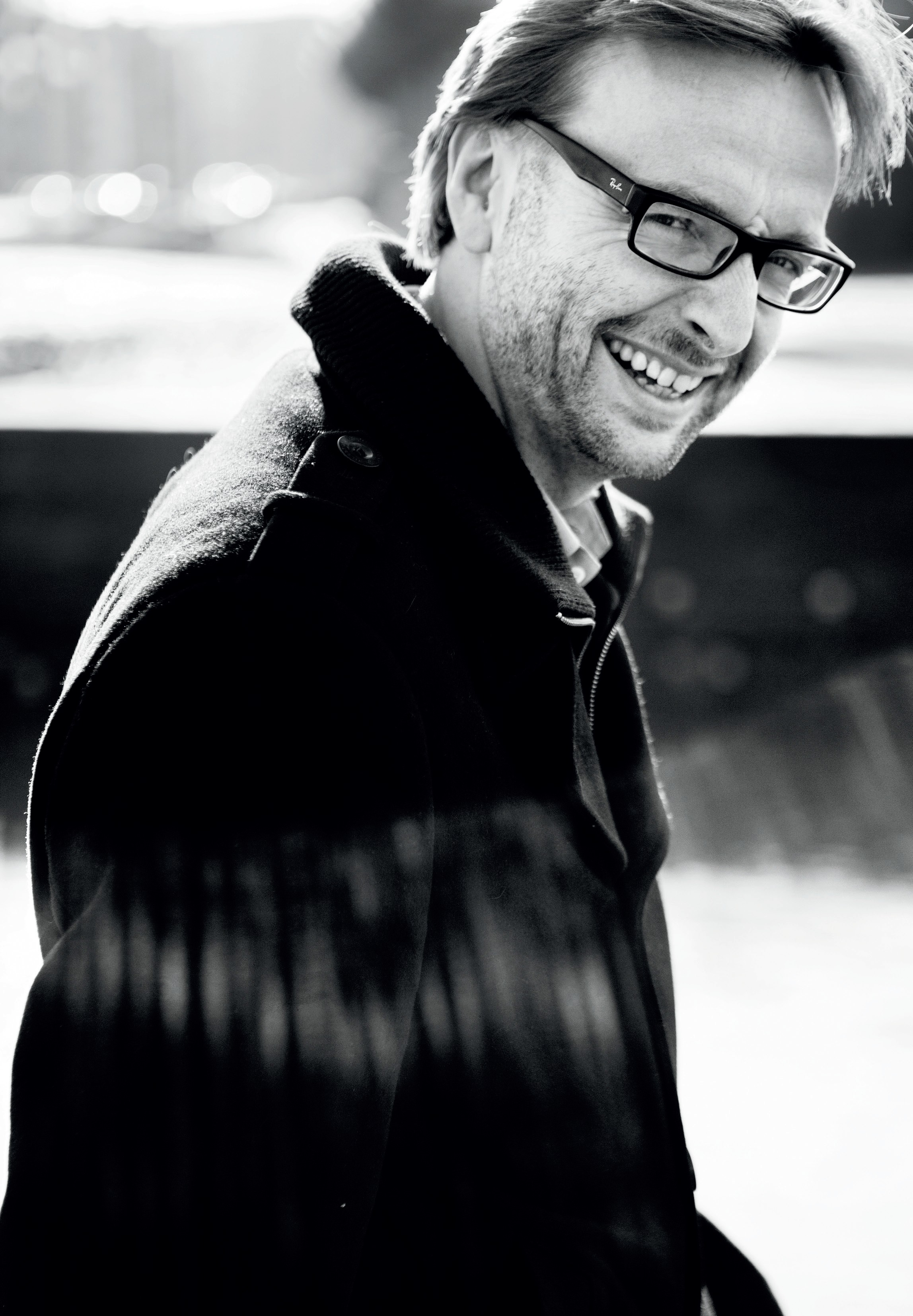
Bart van Loo

Bart van Loo (* 1. Februar 1973 in Herentals) ist ein flämischer Autor und Historiker aus Belgien. Seine Bücher behandeln die französische Geschichte und Kultur. Sein Bestseller ist Chanson. Een gezongen geschiedenis van Frankrijk (2011). Mit großer Auflage folgte 2019 erschien Burgund: Das verschwundene Reich.

## Leben und Werk
Van Loo studierte Romanistik an der Universität Antwerpen. Danach unterrichtete er bis 2006 Französisch an der Mittelschule. Daneben arbeitete er an Zeitschriften mit und war im PEN-Club Flandern tätig. Seither arbeitet er vorwiegend als Autor und veröffentlichte 2006 Parijs retour. Literaire reisgids voor Frankrijk, wofür er den Groene Waterman Publieksprijs erhielt. Darin behandelt er die Spuren großer Autoren in Paris: Victor Hugo, George Sand, Honoré de Balzac, Émile Zola, Alphonse Daudet, Guy de Maupassant und Gustave Flaubert. Darauf folgte in seiner Frankreichtrilogie ein Buch über Köche und Literatur und eine Geschichte der erotischen Literatur (2010).
2011 folgte Chanson. Een gezongen geschiedenis van Frankrijk, ein Durchgang durch die französische Geschichte anhand von Chansons. Hinzu kamen Radio- und Fernsehsendungen zum Thema. Eine Napoleon-Biografie schloss sich 2014 an, die auch einem Theaterstück als Vorlage diente.
Das Buch Burgund: Das verschwundene Reich (2019) verarbeitete die neueste Forschung zum Thema, besonders zu Karl V., den er als den letzten Burgunder ansieht. Das Buch fällt in die Gattung Histoire événementielle (Ereignisgeschichte) und wurde von deutschen Historikern wegen des konzeptarmen Plaudertons kritisiert. Es wurde in die Liste 'Best Books 2021' von The Times aufgenommen.
Bart van Loo wurde 2022 mit dem belgischen Kronenorden ausgezeichnet.

## Werke

### Bücher
- Parijs retour. Literaire reisgids voor Frankrijk (2006)
- Als kok in Frankrijk. Literaire recepten en culinaire verhalen (2008)
- O vermiljoenen spleet! Seks, erotiek en literatuur (2010)
- Elsschot, Antwerpen en Coraline (2010)
- Frankrijktrilogie. Eten! Lezen! Vrijen! (2011, ganze Trilogie)
- Chanson. Een gezongen geschiedenis van Frankrijk (2011), ISBN 978-90-8542-497-0.
- Bleu Blanc Rouge. Reis door Frankrijk in 80 vragen (2012)
- Napoleon. De schaduw van de revolutie (2014)
- De Bourgondiërs. Aartsvaders van de Lage Landen (2019)
  - Burgund: das verschwundene Reich: eine Geschichte von 1111 Jahren und einem Tag. 2., durchgesehene  Auflage. C.H. Beck, München 2020, ISBN 978-3-406-74927-8. (Paperback 2024)
- Mijn Frankrijk. Literatuur, cuisine, erotiek en chanson (2022, Paket mit den Büchern: „Parijs retour“, „Als kok in Frankrijk“, „O vermiljoenen spleet!“, „Chanson“), ISBN 978-94-031-0712-7.
- Stoute schoenen. In de voetsporen van de Bourgondiërs (2024)

### Theater
- Oot kwisien literair (2009–2010, mit Vitalski)
- Chanson. Une belle histoire (2014–2015)
- Napoleon. De schaduw van de revolutie (2017–2018, Musik von Geert Hellings, Bilder von Koen Broucke)
- De Bourgondiërs (2021–2023)

### Radio
- Chanson. Een gezongen geschiedenis van Frankrijk (2011, Radio Klara, 16 Uhr radio)
- Frankreich Rubrik während der Ronde van Frankrijk (2015, 2016, 2017, 2018 und 2019 Radio 2)

## Einzelbelege
1. ↑   Peter Jacobs, Dallas in de middeleeuwen, in: De Standaard, 18 januari 2019, blz L4 en L5.
2. ↑   Katrien Steyaert, Schrijvend kluizenaar en rondreizend minstreel, in: De Standaard, 8 maart 2019, blz L 10 t.e.m. 12.
3. ↑  Bart van Loo: Burgund. Das verschwundene Reich - Perlentaucher. Abgerufen am 20. März 2024.

| Personendaten    | Personendaten                            |
| ---------------- | ---------------------------------------- |
| NAME             | Loo, Bart van                            |
| KURZBESCHREIBUNG | flämischer Schriftsteller und Historiker |
| GEBURTSDATUM     | 1. Februar 1973                          |
| GEBURTSORT       | Herentals                                |